# Zgromadzenie Martyniki

## Lista przewodniczących Rady Regionalnej
| # | Imię i Nazwisko               | Kadencja      | Kadencja        |
| # | Imię i Nazwisko               | Od            | Do              |
| - | ----------------------------- | ------------- | --------------- |
| 1 | Camille Petit (1912–1993)     | 1974          | 1983            |
| 2 | Aimé Césaire (1913–2008)      | luty 1983     | czerwiec 1988   |
| 3 | Camille Darsières (1932–2006) | czerwiec 1988 | 29 marca 1992   |
| 4 | Émile Capgras (1926–2014)     | 29 marca 1992 | 20 marca 1998   |
| 5 | Alfred Marie-Jeanne (1936–)   | 20 marca 1998 | 26 marca 2010   |
| 6 | Serge Letchimy (1953–)        | 26 marca 2010 | 18 grudnia 2015 |

## Lista przewodniczących Zgromadzenia Martyniki
| # | Imię i Nazwisko     | Kadencja        | Kadencja |
| # | Imię i Nazwisko     | Od              | Do       |
| - | ------------------- | --------------- | -------- |
| 1 | Claude Lise (1941–) | 18 grudnia 2015 | nadal    |